# Emiliano Zapata, Pijijiapan
Emiliano Zapata är en ort i Mexiko.   Den ligger i kommunen Pijijiapan och delstaten Chiapas, i den sydöstra delen av landet, 800 km sydost om huvudstaden Mexico City. Emiliano Zapata ligger 329 meter över havet och antalet invånare är 258.
Terrängen runt Emiliano Zapata är bergig österut, men västerut är den kuperad. Runt Emiliano Zapata är det ganska glesbefolkat, med 27 invånare per kvadratkilometer. Närmaste större samhälle är Pijijiapan, 19,5 km väster om Emiliano Zapata. I omgivningarna runt Emiliano Zapata växer i huvudsak städsegrön lövskog.